# 順馳地產
順馳地產是一間主要在中國進行房地產開發、房屋中介的公司，是由孫宏斌於1994年在天津創立。

## 發展經過
順馳地產在1995年開始經營房地產開發的業務。由2003年開始，順馳地產在中國各地高價投地，業務急速發展，但急促發展令到順馳地產的資金鏈更加緊張。2006年，孫宏斌以12.8億元出售順馳地產55%給路勁基建。2007年，路勁基建增持順馳地產至約95%。現時，順馳地產的品牌己被路勁基建旗下的路勁地產取代。孙宏斌之后在2004年成立融创中国，以房地产制造为主业。